# La Durance
La Durance war eine französische Automarke.

## Unternehmensgeschichte
Das Unternehmen L. Conchy aus Sisteron begann 1908 mit der Produktion von Automobilen, die als La Durance vermarktet wurden. 1910 endete die Produktion.

## Fahrzeuge
Das einzige Modell war ein Dreirad, bei dem sich das einzelne Rad hinten befand. Ein Einzylindermotor mit 8 PS Leistung trieb das Hinterrad an. Die offene Karosserie bot Platz für zwei Personen nebeneinander.